# Paolo Pucci
Paolo Renato Pucci (* 21. April 1935 in Rom) ist ein ehemaliger italienischer Schwimmer und Wasserballspieler. Er gewann bei Schwimmeuropameisterschaften je eine Gold-, Silber- und Bronzemedaille und war der erste italienische Europameister im Schwimmen.

## Karriere
Der 1,96 Meter große Paolo Pucci trat für Lazio Rom an.
Bei den Olympischen Spielen 1956 in Melbourne schwamm Paolo Pucci die 100 Meter Freistil im Vorlauf in 58,3 Sekunden. Im Zwischenlauf schied er mit 58,8 Sekunden aus. Mit Fritz Dennerlein und Paolo Pucci traten zwei Italiener 1956 sowohl im Schwimmen als auch im Wasserball an. Beim olympischen Wasserballturnier verloren die Italiener in der Endrunde gegen die Ungarn, die Jugoslawen und die Mannschaft aus der Sowjetunion. Hinter diesen drei Mannschaften belegten die Italiener den vierten Platz. Pucci wurde in allen Spielen der Hauptrunde eingesetzt.
1958 bei den Europameisterschaften in Budapest gewann Paolo Pucci in 56,3 Sekunden den Titel über 100 Meter Freistil, nachdem er im Halbfinale 56,0 Sekunden geschwommen war. Paolo Pucci war mit diesem Sieg der erste italienische Schwimm-Europameister überhaupt. In der 4-mal-200-Meter-Freistilstaffel siegte das Quartett aus der Sowjetunion vor den Italienern und den Ungarn. Die italienische Staffel bildeten Fritz Dennerlein, Paolo Galletti, Angelo Romani und Paolo Pucci. Die italienische 4-mal-100-Meter-Lagenstaffel mit Gilberto Elsa, Roberto Lazzari, Fritz Dennerlein und Paolo Pucci gewann die Bronzemedaille hinter der Staffel aus der Sowjetunion und den Ungarn.
1959 bei der Universiade in Turin trat Pucci sowohl im Schwimmen als auch im Wasserball an. Er erhielt Goldmedaillen mit der 4-mal-200-Meter-Freistilstaffel und mit der 4-mal-100-Meter-Lagenstaffel. Über 100 Meter Freistil erreichte er genauso den dritten Platz wie mit der Wasserballmannschaft. Im Monat darauf fanden in Beirut die Mittelmeerspiele 1959 statt. Hier gewann Pucci über 100 Meter Freistil und mit beiden Staffeln. Mit der Wasserballmannschaft erkämpfte er die Silbermedaille hinter den Jugoslawen.
Nach einigen Verletzungen beendete Paolo Pucci seine Karriere noch vor den Olympischen Spielen 1960 in seiner Heimatstadt Rom. Er ließ sich später als Apotheker in Viterbo nieder.